# شبکه مستند
شبکهٔ مستند سیما اولین شبکه دیجیتال تلویزیونی دولتی کشور ایران است که در سازمان صدا و سیمای ایران مدیریت می‌شود. مدیریت این شبکه را حسین زارع زاده طی حکمی از محسن برمهانی معاون صدا و سیما در تاریخ 10 آبان ماه 1402 دریافت و بر عهده گرفت. پخش برنامه‌های شبکه با فرمت HD و کدک HEVC نیز از گیرنده‌های زمینی و ماهواره‌ای از ۹ آذر ۱۳۹۹ آغاز شد.

## پیشینه
با استقبال از روند پخش مستندهای حرفه‌ای در شبکهٔ ۴ سیمای جمهوری اسلامی ایران طی کرد، با توجه به ضرورت پاسخگویی به نیازهای گوناگون جامعه مرکز مستندسازی سیما شکل گرفت و به تدریج روند حرفه‌ای‌تر شدن را طی کرد تا شبکه‌ای مختص این ساختار به‌عنوان نخستین شبکهٔ تخصصی دیجیتال پایه‌گذاری شود.
با راه‌اندازی رسمی فرستندهٔ دیجیتال تلویزیونی در تهران، پخش این شبکه به‌عنوان نخستین شبکهٔ دیجیتال صدا و سیمای جمهوری اسلامی، به‌طور آزمایشی در تاریخ ۱۴ مهر ۱۳۸۸ آغاز شد و در ۲۶ اسفند ۱۳۸۹ به صورت رسمی افتتاح شد.

## گسترهٔ پخش
برنامه‌های این شبکه در سراسر کشور از طریق فرستنده‌های دیجیتال زمینی روی کانال ۹ گیرنده‌های دیجیتال قابل دریافت است. همچنین برنامه‌های این شبکه از طریق ماهواره‌های اینتل‌ست ۳۹ و بدر ۵ و در ایران و برخی مناطق آسیا پخش می‌شود.
تماشای زندهٔ این شبکه از طریق پایگاه پخش زندهٔ اینترنتی سازمان صدا و سیما و خود وبگاه شبکه میسر است. دریافت این شبکه مانند سایر شبکه‌های تلویزیونی وابسته به صدا و سیما رایگان است. شبکهٔ مستند در زمان آغاز به‌کار، پنج ساعت در روز، از ساعت ۱۹ تا ۲۴ برنامه پخش می‌کرد ولی امروز این شبکه به‌صورت ۲۴ ساعته به پخش برنامه می‌پردازد.

## پخش اچ‌دی (وضوح بالا)
شبکهٔ مستند از زمان افتتاح آزمایشی، با نسبت تصویری ۴:۳ پخش می‌شد تا این‌که از ۲۶ اردیبهشت ۱۳۹۴ با هدف نزدیک شدن به کیفیت اچ‌دی، نسبت تصویری به ۱۶:۹ تغییر کرد. از نیمه‌شب ۲۷ اسفند ۱۳۹۴ و در پنجمین سالگرد تأسیس شبکهٔ مستند، در راستای ارتقای کیفیت شبکه‌های تلویزیونی صدا و سیما، پخش اچ‌دی برنامه‌ها آغاز شد.

## اهداف
شبکه مستند سیما، شبکه تخصصی و پایگاه فیلم‌های مستند و مستند سازان کشور است. این شبکه اهداف خود را به عنوان یکی از بخش‌های سازمان صدا و سیما جمهوری اسلامی ایران، برای گسترش فعالیت در زمینه ارائه اطلاعات فیلم‌های مستند و مستندسازان و همچنین پوشش برنامه‌های گردشگری صدا و سیمای جمهوری اسلامی ایران و قرار گرفتن در جایگاه مرجع در این حوزه‌ها، «فراهم آوردن زمینه، سازماندهی، آموزش و گسترش فرهنگ مستندسازی و حمایت از مستندسازان کشور» معرفی می‌کند.

## برنامه‌ها
- مستند جنگ: ظهور غول‌های صنعتی نظامی: مجموعه مستند «جنگ: ظهور غول‌های صنعتی نظامی» با نگاهی متفاوت به عوامل قدرت‌گیری ۲۰ شرکت بزرگ اقتصادی دنیا تولید شد. این مجموعه مستند به کارگردانی مجتبی میناوند درباره شرکت‌های قدرتمند و معروف دنیا مثل هیوندای، سامسونگ، بوئینگ، ایرباس و... که در زمینه‌های مختلف تکنولوژی، فناوری و نظامی فعالیت می‌کنند.[۱۶] [۱۷] [۱۸]
- دوربین شما: دوربین شما برنامهٔ کوتاهی است که نظر بینندگان را در مورد برنامه‌های شبکه و کم و کیف آن‌ها جویا می‌شود.[۱۹]
- ایران: این مجموعهٔ تلفیقی است از مستندهای کوتاه گزارشی با مضامین فرهنگی، گردشگری که توسط مستند سازان جوان و خلاق در شهرهای مختلف ایران تولید می‌شود.[۲۰]
- نردبان: در این مجموعه مخاطبان می‌توانند همراه با مجری، پله پله مسیر فیلمسازی را طی کنند.[۲۱]
- همسفر: این برنامه، مستندی است که در آن به شهرهای مختلف ایران سفر می‌کند.[۲۲]
- دوربین مستند: این مجموعه در قالب قسمت‌های کوتاه ۵ تا ۷ دقیقه‌ای مسائل اجتماعی، فرهنگی و هنری روز ایران را به تصویر می‌کشد.[۲۳]
- تاریخ شفاهی ایران: این مجموعه مستند با استفاده از تصاویر کمتر دیده شدهٔ آرشیو صدا و سیمای جمهوری اسلامی تاریخ معاصر ایران را بازگو می‌کند.[۲۴]
- دوران: هر قسمت از این مجموعه، یک مستند خارجی چالش‌برانگیز دوران اخیر پخش و سپس با حضور کارشناس در برنامه نقد می‌شود.[۲۵]
- پروندهٔ مستند: مجموعه برنامهٔ «پروندهٔ مستند» به منظور آگاه‌سازی جامعه و شناخت بیشتر مردم در خصوص جرائم مختلف به بررسی پرونده‌های مهم پلیسی با حضور شخص متهم، کارشناس و … می‌پردازد.[۲۶]
- دریچه: این مجموعه شامل مستندهای روز با موضوع سیاسی است.(اتمام پخش)
- خسته نباشید: این برنامه سعی دارد یک روز کاری مشاغل سخت و جذاب را با بیانی متفاوت به تصویر بکشد.(اتمام پخش)[۲۷]
- فیلم کوتاه: این برنامه به مدت شصت دقیقه به نمایش فیلم کوتاه، انیمیشن و گفت‌وگو با سازندگان این فیلم‌ها و ارائهٔ مباحث تخصصی مرتبط با فیلم کوتاه داستانی و انیمیشن می‌پردازد. (اتمام پخش)[۲۸]
- گنجینه: در این برنامه مستندهای برگزیدهٔ دهه‌های ۴۰، ۵۰ و ۶۰ از مستندسازان برتر ایران پخش می‌شود. (اتمام پخش)[۲۹]
- گلستانه: تصاویر آرشیوی دیده نشده از تاریخ معاصر ایران یا برنامه‌های قدیمی و خاطره‌انگیز طی سال‌های ۱۳۴۷ تا ۱۳۸۰ در قالب میان‌برنامه‌های کوتاه ۲ تا ۶ دقیقه‌ای در این مجموعه به تصویر کشیده می‌شود.(اتمام پخش)[۳۰]
- سیمرغ: این مستند خاطرات شفاهی حسین فردوست، ارتشبد ارتش شاهنشاهی و رئیس دفتر ویژه اطلاعات در دوران محمدرضا پهلوی است که در اواسط دههٔ ۶۰ ضبط شده.(اتمام پخش)[۳۱]
- برنامهٔ تلویزیونی انجمن سینمای جوان: این مجموعه برنامه در هر قسمت، به یکی از دفاتر انجمن سینمای جوان در شهرهای مختلف می‌پردازد و یک فیلم از تولیدات شهر مربوط را پخش می‌کند.(اتمام پخش)[۳۲]
- سینماگران جوان: این مجموعه برنامه به پخش مستندهای کوتاه تولیدی انجمن سینماگران جوان می‌پردازد.(اتمام پخش)[۳۳]
- تماشا: سری برنامه‌های تماشا به پخش مستندها و تصاویر قدیمی و نوستالژیک تلویزیون ملی ایران که مورد ترمیم و افزایش کیفیت قرار گرفته‌اند، می‌پردازد.(اتمام پخش)[۳۴]
- سینما حقیقت: این مجموعه به پخش آثار مستند جشنوارهٔ بین‌المللی فیلم مستند ایران که هر سال آذر ماه برگزار می‌شود می‌پردازد.(اتمام پخش)[۳۵]
- نماگرد: در این برنامه سعی شده تصاویری که روزانه در فضای مجازی پخش می‌شوند و بینندگان بسیاری داشته، بازنمایی شود.[۳۶] یکی از قسمت‌های این برنامه به نقد کارآفرینی غیراصولی اختصاص داده شده بود. در این قسمت از رضا غیابی کارشناس حوزهٔ کارآفرینی برای حضور در برنامه دعوت شد و او به معرفی روش‌های کارآفرینی اصولی پرداخت.(اتمام پخش)[۳۷]
- تاریخ بازی‌های تیم ملی فوتبال: این مستند، بیان‌گر تاریخچه شکل‌گیری تیم ملی فوتبال ایران و حضور این تیم در دوره‌های مختلف مسابقات انتخابی المپیک، جام ملت‌های آسیا و بازی‌های آسیایی می‌باشد. بازیکنان و مربیان پیشکسوت تیم ملی همراه با پخش تصاویر دیده نشده‌ای از مسابقات که از آرشیو شخصی آن‌ها خارج شده به بیان این تاریخچه می‌پردازند.(اتمام پخش)[۳۸]
- سه‌شنبه ۱۴ جولای: این مجموعه مستندی است که در ۲۱ قسمت با پرداختی نمایشی-داستانی، روایتی جامع از مناقشه هسته‌ای ایران با قدرتهای جهانی را بیان می‌کند.(اتمام پخش)[۳۹]

- مستند جاسوسان صنعتی: این مجموعه مستند روایتگر پرونده‌هایی است که طی آن جاسوسی‌های بزرگی در حوزه‌های صنعتی توسط برخی کشورها رخ داده است.[۴۰] [۴۱] [۴۲]

- مثبت نگاتیو: مثبت نگاتیو مستندی است که در ۵۰ قسمت شبهات مطرح شده در حوزه دفاع مقدس را پاسخ می دهد. دلیل ساخت این مجموعه پاسخ به برخی شبهه‌ افکنی‌ هایی است که در شبکه‌های مغرض خارجی، پیرامون جنگ صورت می‌گیرد. [۴۳]
- مجموعه برنامه دوران: تهیه کننده و کارگردان:مجید اسکندری - در هر قسمت از این مجموعه، کارشناس مدعو درباره موضوعاتی با همین رویکرد صحبت می‌کند و سپس یک مستند خارجی چالش برانگیز دوران اخیر، پخش خواهد شد. [۴۴]
- مجموعه مستند گشت آورد: تهیه کننده و کارگردان:مجید اسکندری - گشت زنی برای بررسی مسائل و دغدغه های اجتماعی، فرهنگی و سیاسی روز کشور و ارائه راه حل برای آنهاست.[۴۵]
- مجموعه برنامه فرانما: مجموعه ای است که می کوشد مخاطبانش را از موضوعات روز آگاه کند، این مجموعه موضوعات مبتلابه جامعه از جمله انتخابات، غزه و .. را مورد بررسی قرار می دهد. [۴۶]
- حیات وحش منوجان: تهیه‌کننده و کارگردان خلیل زارعی - این مجموعه مستند به معرفی گونه های مختلف جانوری ساکن در شهر منوجان واقع در استان کرمان می پردازد.[۴۷]
- چونان سرو:  به تهیه‌کنندگی محمد سعید وزیری - درباره 25 چهره از مفاخر برجسته فرهنگی هنری و علمی کشور است. [۴۸]

## جشنواره مستند
- جشنواره تلویزیونی مستند، در آغاز سال 1396 با شعار "روایت حقیقت در قاب واقعیت" آغاز به کار کرد.
- این جشنواره در دومین دوره خود(سال 97) بخش عکس مستند و در سومین دوره (سال 98) بخش مستند نگاری را اضافه کرد. در هشتمین دوره این رویداد با توجه به تحولات منطقه، بخش ویژه فلسطین به صورت بین الملل به جشنواره اضافه شده است .
- ثبت‌نام در جشنواره و کسب اطلاعات بیشتر در آدرس اینترنتی www.festdoctv.com [۴۹]